# KSV Waregem
El Koninklijke Sportvereniging Waregem fue un equipo de fútbol de Waregem en la provincia de Flandes Occidental. El club con número de matrícula 4451 existió hasta 2001, cuando se fusionó con Zultse VV pasando a llamarse SV Zulte Waregem. El club tenía el rojo y el blanco como colores del equipo y jugaba en el Regenboogstadion.

## Historia
Fue fundado en el año 1925 en el municipio de Waregem con el nombre Waereghem Sportif y recibió la matrícula 552. Este nombre fue utilizado hasta 1945, cuando pasa a ser Waregem Sportief.
En 1946 se fusionó con el Red Star Waregem para crear el S.V. Waregem recibiendo el nº de matrícula 4451 y 5 años después adquirieron el término Koninklijk, el cual significa Real y se le otorga a los equipos de Bélgica al cumplir 25 años de existencia, se convirtió en el primer equipo de Waregem en jugar en la Segunda División de Bélgica en 1963 y 3 años después ascendió a la Primera División de Bélgica, donde se mantuvo casi ininterrumpidamente casi 30 años. El equipo fue descendido a la Cuarta División de Bélgica por problemas financieros en el año 1999, y en el año 2001 se tuvo que fusionar con el Zultse VV para crear un nuevo equipo, el SV Zulte-Waregem.
Nunca fue campeón de Primera División, ganó 1 Copa de Bélgica y 1 Supercopa. A nivel internacional participó en 5 torneos continentales, donde su mejor participación fue en la Copa UEFA de 1985/86, en la que alcanzó las semifinales eliminando a clubes históricos como el AC Milan.

## Palmarés
- Copa de Bélgica: 1

1974
- Supercopa de Bélgica: 1

1982

## Temporada a temporada
| Temporada                             | Nivel | Nivel | Nivel | Nivel | Denominación                           | Puntos                                 | Observaciones                               | Copa                                   |
|                                       | I     | II    | III   | P.I   | desde 1926/27 hay 3 niveles nacionales | desde 1926/27 hay 3 niveles nacionales | desde 1926/27 hay 3 niveles nacionales      | desde 1926/27 hay 3 niveles nacionales |
| ------------------------------------- | ----- | ----- | ----- | ----- | -------------------------------------- | -------------------------------------- | ------------------------------------------- | -------------------------------------- |
| 1948/49                               |       |       | 9     |       | Tercera B                              | 30                                     |                                             |                                        |
| 1949/50                               |       |       | 10    |       | Tercera A                              | 29                                     |                                             |                                        |
| 1950/51                               |       |       | 4     |       | Tercera B                              | 36                                     |                                             |                                        |
| 1951/52                               |       |       | 8     |       | Tercera B                              | 28                                     |                                             |                                        |
|                                       | I     | II    | III   | IV    | desde 1952/53 hay 4 niveles nacionales | desde 1952/53 hay 4 niveles nacionales | desde 1952/53 hay 4 niveles nacionales      | desde 1952/53 hay 4 niveles nacionales |
| 1952/53                               |       |       |       | 2     | Cuarta A                               | 39                                     |                                             |                                        |
| 1953/54                               |       |       |       | 1     | Cuarta D                               | 48                                     |                                             |                                        |
| 1954/55                               |       |       | 5     |       | Tercera B                              | 37                                     |                                             |                                        |
| 1955/56                               |       |       | 2     |       | Tercera A                              | 42                                     |                                             |                                        |
| 1956/57                               |       |       | 2     |       | Tercera B                              | 44                                     |                                             |                                        |
| 1957/58                               |       |       | 2     |       | Tercera A                              | 42                                     |                                             |                                        |
| 1958/59                               |       |       | 3     |       | Tercera B                              | 41                                     |                                             |                                        |
| 1959/60                               |       |       | 7     |       | Tercera A                              | 34                                     |                                             |                                        |
| 1960/61                               |       |       | 5     |       | Tercera A                              | 34                                     |                                             |                                        |
| 1961/62                               |       |       | 5     |       | Tercera A                              | 34                                     |                                             |                                        |
| 1962/63                               |       |       | 1     |       | Tercera A                              | 45                                     |                                             |                                        |
| 1963/64                               |       | 12    |       |       | Segunda                                | 27                                     |                                             |                                        |
| 1964/65                               |       | 8     |       |       | Segunda                                | 31                                     |                                             |                                        |
| 1965/66                               |       | 1     |       |       | Segunda                                | 41                                     |                                             |                                        |
| 1966/67                               | 7     |       |       |       | Primera                                | 30                                     |                                             |                                        |
| 1967/68                               | 4     |       |       |       | Primera                                | 36                                     |                                             |                                        |
| 1968/69                               | 8     |       |       |       | Primera                                | 29                                     |                                             |                                        |
| 1969/70                               | 10    |       |       |       | Primera                                | 25                                     |                                             |                                        |
| 1970/71                               | 9     |       |       |       | Primera                                | 27                                     |                                             |                                        |
| 1971/72                               | 15    |       |       |       | Primera                                | 21                                     |                                             |                                        |
| 1972/73                               |       | 2     |       |       | Segunda                                | 37                                     |                                             |                                        |
| 1973/74                               | 9     |       |       |       | Primera                                | 27                                     |                                             | campeón                                |
| 1974/75                               | 9     |       |       |       | Primera                                | 39                                     |                                             |                                        |
| 1975/76                               | 5     |       |       |       | Primera                                | 44                                     |                                             |                                        |
| 1976/77                               | 6     |       |       |       | Primera                                | 35                                     |                                             |                                        |
| 1977/78                               | 11    |       |       |       | Primera                                | 32                                     |                                             |                                        |
| 1978/79                               | 14    |       |       |       | Primera                                | 29                                     |                                             |                                        |
| 1979/80                               | 12    |       |       |       | Primera                                | 31                                     |                                             |                                        |
| 1980/81                               | 11    |       |       |       | Primera                                | 32                                     |                                             |                                        |
| 1981/82                               | 12    |       |       |       | Primera                                | 29                                     |                                             | finalista                              |
| 1982/83                               | 16    |       |       |       | Primera                                | 24                                     |                                             | 1/4                                    |
| 1983/84                               | 7     |       |       |       | Primera                                | 35                                     |                                             | 1/4                                    |
| 1984/85                               | 4     |       |       |       | Primera                                | 45                                     |                                             | 1/4                                    |
| 1985/86                               | 8     |       |       |       | Primera                                | 35                                     |                                             | 1/8                                    |
| 1986/87                               | 8     |       |       |       | Primera                                | 34                                     |                                             | 1/4                                    |
| 1987/88                               | 6     |       |       |       | Primera                                | 39                                     |                                             | 1/16                                   |
| 1988/89                               | 9     |       |       |       | Primera                                | 30                                     |                                             | 1/16                                   |
| 1989/90                               | 16    |       |       |       | Primera                                | 25                                     |                                             | 1/8                                    |
| 1990/91                               | 13    |       |       |       | Primera                                | 28                                     |                                             | 1/32                                   |
| 1991/92                               | 10    |       |       |       | Primera                                | 30                                     |                                             | 1/8                                    |
| 1992/93                               | 4     |       |       |       | Primera                                | 42                                     |                                             | 1/2                                    |
| 1993/94                               | 17    |       |       |       | Primera                                | 19                                     |                                             | 1/8                                    |
| 1994/95                               |       | 1     |       |       | Segunda                                | 51                                     |                                             |                                        |
| 1995/96                               | 18    |       |       |       | Primera                                | 21                                     |                                             | 1/4                                    |
| 1996/97                               |       | 4     |       |       | Segunda                                | 60                                     | 2º en play-off con 12 puntos                | IV                                     |
| 1997/98                               |       | 13    |       |       | Segunda                                | 37                                     |                                             |                                        |
| 1998/99                               |       | 17    |       |       | Segunda                                | 26                                     | descenso a Cuarta por problemas financieros | 1/16                                   |
| 1999/00                               |       |       |       | 3     | Cuarta A                               | 55                                     | derrota en play-off contra KVV OG Vorselaar | 1/8                                    |
| 2000/01                               |       |       |       | 5     | Cuarta A                               | 47                                     |                                             | II                                     |
| fusión para crear el SV Zulte Waregem |       |       |       |       |                                        |                                        |                                             |                                        |

## Participación en competiciones de la UEFA
- Copa UEFA: 4 apariciones

1969 - Segunda ronda
1986 - Semifinales
1989 - Segunda ronda
1994 - Primera ronda
- Recopa de Europa de Fútbol: 1 aparición

1975 - Primera ronda

| Temporada | Competición    | Ronda | Club             | Cómputo global | Ida         | Vuelta     |
| --------- | -------------- | ----- | ---------------- | -------------- | ----------- | ---------- |
| 1968/69   | Copa de Ferias | 1R    | Atlético Madrid  | 2-2 u          | 1-2 (Fuera) | 1-0 (Casa) |
|           |                | 2R    | Legia Varsovia   | 1-2            | 1-0 (C)     | 0-2 (F)    |
| 1974/75   | Recopa         | 1R    | FK Austria Wien  | 3-5            | 2-1 (C)     | 1-4 (F)    |
| 1985/86   | Copa UEFA      | 1R    | Aarhus GF        | 6-2            | 5-2 (C)     | 1-0 (F)    |
|           |                | 2R    | CA Osasuna       | 3-2            | 2-0 (C)     | 1-2 (F)    |
|           |                | 1/8   | AC Milan         | 3-2            | 1-1 (C)     | 2-1 (F)    |
|           |                | 1/4   | HNK Hajduk Split | 1-1 (5-4 ns)   | 0-1 (F)     | 1-0 nv (C) |
|           |                | 1/2   | 1. FC Köln       | 3-7            | 0-4 (F)     | 3-3 (C)    |
| 1988/89   | Copa UEFA      | 1R    | Molde FK         | 5-1            | 0-0 (F)     | 5-1 (C)    |
|           |                | 2R    | Dynamo Dresde    | 3-5            | 1-4 (F)     | 2-1 (C)    |
| 1993/94   | Copa UEFA      | 1R    | FC Kuusysi Lathi | 1-6            | 0-4 (F)     | 1-2 (C)    |

## Jugadores destacados
- Liam Buckley (1984–1986
- Vital Borkelmans (1986–1989)
- David Collyns (1988–1989)
- Philippe Desmet
- Wim De Coninck
- Franky Vandendriessche (1991–1998)
- Daniel Veyt (1980–1987)
- Aurelio Vidmar (1992–1994)
- Slaven Zambata (1969–1971)
- Juvenal Olmos
- Armin Görtz
- Hendrie Krüzen